# Анно (правитель Турайды)
Анно (лив. Anno) — предположительно первый ливский правитель (князь, вождь) Турайды. Анно предупредил епископа Майнхарда фон Зегеберга о готовившемся ливами покушении на него. Возможно, что Каупо был преемником Анно на посту правителя Турайдой.